# Mamdouh Abdelrehim
Mamdouh Abdelrehim (5 de agosto de 1989) é um voleibolista profissional egípcio.

## Carreira
Mamdouh Abdelrehim é membro da seleção egípcia de voleibol masculino. Em 2016, representou seu país no voleibol nos Jogos Olímpicos de Verão no Rio de Janeiro, que ficou em 9º lugar.